# PIC18F4550
PIC18F4550 je jednočipový mikropočítač rodiny PIC18 vyráběný firmou Microchip technologií nanoWatt. Jedná se o nejpopulárnější verzi řady PIC18F2455/2550/4455/4550. Je určen pro náročnější aplikace, jeho předností je především vysoká pracovní rychlost, rychlost přenosu dat (integrovaná jednotka USB), nízká cena (v českých obchodech se cena pohybuje okolo 200 Kč vč. DPH) a široká dostupnost.

## Parametry
- kombinovaná harvardská architektura s von Neumannovou
- 8bitová ALU
- Programová paměť typu FLASH o velikosti 32 kB
- Dva typy datové paměti:
  - RAM o velikosti 2 048 bajtů
  - EEPROM o velikosti 256 bajtů (pro uložení parametrů apod.)
- 1x 8bitový a 3x 16bitový časovač
- obsahuje integrovaný 10bitový A/D převodník (10 nebo 13 pinů) a dva komparátory
- umožňuje komunikovat prostřednictvím sběrnice USART - 5 (ve 22pinové verzi 3) I/O porty (A, B a E, případně ještě C a D)...
- ...a jednotky USB:
  - rozhraní Low (1,5 Mbit/s) nebo Full (12Mbit/s) Speed USB 2.0
  - podporuje režimy přenosu: Control, Interrupt, Isochronous a Bulk; až 32 koncových bodů
- disponuje třemi pracovními módy (Run, Iddle, Sleep), každý s různou úrovní spotřeby:
  - Run - vše je zapnuté
  - Iddle - CPU běží, rozšiřující moduly jsou vypnuté
  - Sleep - vypnuté je jak CPU, tak i rozšiřující moduly
- napájecí napětí 4,2 V - 5,5 V (ve verzi LF 2,7 V - 3,3 V)
- 3 zdroje přerušení
- sériový port s podporou SPI a I2C
- jednotky CCP, ECCP a PWM
- umožňuje se sám přeprogramovat (nejčastěji se k tomuto účelu používá speciální bootloader a data pro přeprogramování se odesílají prostřednictvím sběrnice)
- maximální pracovní frekvence 48 MHz (jádro a USB modul mohou však pracovat na rozdílných frekvencích), 4 takty oscilátoru na instrukci
- instrukční soubor je složen z 75 instrukcí a 8 rozšířených

## Vyráběné verze
| Název             | Počet pinů | Pouzdro | Pracovní teplota | Balení |
| ----------------- | ---------- | ------- | ---------------- | ------ |
| PIC18F4550-I/ML   | 44         | QFN     | -40 °C až +85 °C | TUBE   |
| PIC18F4550-I/P    | 40         | PDID    | -40 °C až +85 °C | TUBE   |
| PIC18F4550-I/PT   | 44         | TQFP    | -40 °C až +85 °C | TRAY   |
| PIC18F4550T-I/ML  | 44         | QFN     | -40 °C až +85 °C | T/R    |
| PIC18F4550T-I/PT  | 44         | TQFP    | -40 °C až +85 °C | T/R    |
| PIC18LF4550-I/ML  | 44         | QFN     | -40 °C až +85 °C | TUBE   |
| PIC18LF4550-I/P   | 40         | PDIP    | -40 °C až +85 °C | TUBE   |
| PIC18LF4550-I/PT  | 44         | TQFP    | -40 °C až +85 °C | TRAY   |
| PIC18LF4550T-I/ML | 44         | QFN     | -40 °C až +85 °C | T/R    |
| PIC18LF4550T-I/PT | 44         | TQFP    | -40 °C až +85 °C | T/R    |

## Dostupnost
- TME (http://www.tme.eu) - cca 120 Kč v roce 2011
- GME (http://www.gme.cz) - cca 170 Kč v roce 2011